# Dairis Bertāns
Dairis Bertans (Valmiera), 9 de setembro de 1989) é um basquetebolista profissional letão que atualmente defende o BC Khimki na VTB United League e EuroLiga.

## Prêmios e Reconhecimentos

### Clubes

#### ASK Riga
- Vice-campeão da Liga Letã (2007-08)

#### BC Ventspils
- Campeão da Liga Letã (2008-09)
  -  Vice-campeão da Liga Letã (2009-10)

#### VEF Riga
- Campeão da Liga Letã (2010-11, 2011-12 e 2012-13)
- Vice-campeão da Liga Báltica (2010-11)

### Seleção
- Medalha de Bronze no Campeonato Europeu Sub 18 disputado na Espanha em 2007

### Pessoais
- Participou do "Adidas Eurocamp" em Treviso (2010)
- Disputou o Jogo das Estrelas na Liga Letã (2007, 2009, 2010, 2011, 2012 e 2013)
- Disputou a "Summer League" da National Basketball Association com Boston Celtics (2014), San Antonio Spurs (2015)

## Ligações Externas
- Perfil de Dairis Bertāns no X